# Meyrannes
Meyrannes é uma comuna francesa na região administrativa de Occitânia, no departamento de Gard. Estende-se por uma área de 6,51 km². Em 2010 a comuna tinha 826 habitantes (densidade: 126,9 hab./km²).